# Víctor Mancilla
Víctor Mancilla, mit vollständigem Namen Víctor Mancilla Martínez, (* 21. Juli 1921 in Chile; † 21. Dezember 2011) war ein chilenischer Fußballspieler. Der Stürmer nahm mit der chilenischen Nationalmannschaft am Campeonato Sudamericano 1946 teil.

## Karriere

### Verein
Viel ist nicht über die Vereinskarriere von Víctor Mancilla bekannt. Der Stürmer spielte seit 1943 für Universidad Católica. 1943 wurde er mit 17 Toren gemeinsam mit Luis Machuca von Unión Española Ligatorschützenkönig. 1948 beendete er bei den Cruzados seine Karriere.

### Nationalmannschaft
In der Nationalmannschaft Chiles debütierte Víctor Mancilla im Januar 1946 beim Campeonato Sudamericano in Argentinien im zweiten Gruppenspiel gegen Paraguay. Beim 2:1-Erfolg des Teams von Luis Tirado wurde er für Torschütze Jorge Araya eingewechselt. Bei der 1:3-Niederlage gegen Argentinien stand Mancilla in der Startelf und wurde später durch Jorge Araya ersetzt. Der letzte Länderspieleinsatz von Mancilla war die 1:5-Niederlage gegen Brasilien, als er für Osvaldo Sáez eingewechselt wurde. Chile wurde nach zwei Siegen und drei Niederlagen Turnierfünfter.

## Auszeichnungen
- Torschützenkönig der Primera División: 1943